# Шот еш Шерги
Шот еш Шерги (на арабски: شط الشرقي) е голямо безотточно солено езеро, разположено в северозападната част на Алжир, между планините Тел Атлас на север и Сахарски Атлас на юг, на 987 m н.в. Представлява верига от три временни езера, заемащи дъното на голяма падина, съединени едно с друго с тесни пресъхващи по време на сухия сезон ръкави. Общата им дължина от запад-югозапад на изток-североизток е около 160 km, а ширината от няколко km до няколко десетки km. През сухия сезон цялото езеро пресъхва, дъното му се покрива със слой от сол, достигащ на места мощност до няколко десетки сантиметра.
Шот еш Шерги е влажна зона, която от 2003 г. е защитена от Рамсарската конвенция и е с площ от 8555 km².